# Ndanga-Gandima
Ndanga-Gandima est un village camerounais de la région de l'Est. Il se situe dans le département de Lom-et-Djérem et dépend de la commune de Bétaré-Oya et du canton de Laï.  
On peut le trouver sous l'orthographe « Ndanga-Galdima ». 
Il se situe sur la route de Ndokayo à Garga-Sarali et à Bertoua. 

## Population
D'après le recensement de 1966, Ndanga-Gandima comptait 87 habitants. Il en comptait 470 en 2005 et 856 en 2011 dont 190 jeunes de moins de 16 ans et 70 enfants de moins de 5 ans. 

## Infrastructures
En 2011, le plan communal de développement de Bétaré-Oya prévoyait la construction à Ndanga-Gandima d'un magasin de stockage de produits agricoles et de deux forages et puits d'eau. 